# Anti-Ro
Anti-Ro, Anti-SSA ou Anti-SS-A é um autoanticorpo que pode ser encontrado em pessoas portadoras de algumas doenças como síndrome de Sjögren, lúpus eritematoso sistêmico, artrite reumatoide, dentre outras.